# Conchita Gentil Arcos
Conchita Gentil Arcos (Valencia, España; 1897-México; 23 de diciembre de 1982) fue una actriz española-mexicana de la Época de Oro del cine mexicano como personaje de reparto.

## Carrera

### En el teatro
Hija de Ángeles Gentil Arcos y hermana de las también actrices Natalia y María, debutó muy joven en los teatros de La Habana, en donde trabajó al lado de la actriz española Concha Catalá.
En 1910 llegó a México y actuó en la compañía de Esperanza Iris, con quien más tarde recorrió Centroamérica. Posteriormente trabajó con las compañías de Miguel Wimer, Julio Taboada, Fernando Soler, María Teresa Montoya y Rafael Banquells, entre otros.
En 1922 participó en la fundación del Sindicato de Actores Mexicanos, y 12 años después fue una de las firmantes del acta constitutiva de la ANDA. Posteriormente participó en cine, radio y televisión, y en 1959 recibió una distinción especial por su participación en las temporadas de teatro infantil del INBA. En 1966 recibió de la ANDA la medalla Eduardo Arozamena por 50 años de actividad.
Algunas de las obras en las que actuó fueron: La cuestión es pasar el rato, Don Pablote (ambas en 1927); Tierra en los ojos, No seas embustera (1931); Te quiero, Pepe (1932), Aquella noche (1934), La torre sombría (1935), Así es la vida, Don Juan Tenorio, La familia real (1937), Mujeres (1938), Noche de recién casados, H.O.2-1=2 (1940), Lo inevitable (1941), Pinocho y Cucuruchito, Marujilla (1946), Don Juan Tenorio (1947), La extravagante Teodora (1952), El hombre, la bestia y la virtud, S.O.S. (1959) y La pelirroja (1960).

### En el cine
Luego de participar en algunas de las versiones "hispanas" de Hollywood, Conchita Gentil Arcos debuta en La Llorona de 1933, de Ramón Peón, para incursionar en la creciente muestra de cine campirano: Amapola del camino en 1937, Tierra brava en 1938, México lindo en 1938, ¡Así se quiere en Jalisco! en 1942 y El Peñón de las Ánimas en 1943.
Actriz de gran soltura y picardía, lo cual le evitó el encasillamiento, fue capaz de lucir en comedias como Mi viuda alegre (1941) o Romeo y Julieta (1943), así como en Músico, poeta y loco (1947), como la tía soñadora y romántica de Meche Barba, fanática de las novelas de aventuras que se enamora de Marcelo Chávez, o en El niño perdido, de 1947 también con Marcelo y Tin Tan. Destacó como la usurera que coquetea con Pedro Infante para morir asesinada en Nosotros los pobres de 1947.
Hermana de la también actriz María Gentil Arcos, ambas son pilares en la Época de Oro del cine mexicano en papeles de reparto, trabajando en versiones "hispanas" en Hollywood y también en innumerables obras mexicanas de renombre.
Conchita empezó su trabajo de actriz desde 1932, y alcanzó a hacer aproximadamente 185 películas, (María no dio inicio a su carrera hasta 1938).
Entre sus títulos más conocidos están: La Llorona de 1933, La mujer del puerto de 1934, En tiempos de don Porfirio de 1940, ¡Que viene mi marido! de 1940, El ángel negro de 1942, El que tenga un amor de 1942, El Peñón de las Ánimas de 1943, México de mis recuerdos de 1944, El sombrero de tres picos de 1944, Una mujer que no miente de 1945, El ropavejero de 1947, Los tres huastecos de 1948, Una familia de tantas en 1949, Dos pesos dejada de 1949, La loca de la casa de 1950, El portero de 1950,  La hija del engaño de 1951, Mamá nos quita los novios de 1952, El bombero atómico de 1952, ¡Lo que no se puede perdonar! de 1953, entre muchas otras.
Las hermanas trabajaron por su lado, y alguna que otra vez juntas, como en Rosenda (1948), Menores de edad (1951), Romance de fieras ( 1954) y Ruletero a toda marcha, en donde se complementan magníficamente.
El escritor Carlos Monsiváis, refiriéndose a los "Rostros Complementarios": "Son ellos (como exorcismos contra el olvido) María Gentil Arcos y Conchita Gentil Arcos, Eduardo "El Nanche" Arozamena, Alfonso "El Indio" Bedoya, Dolores Camarillo "Fraustita", Hernán "El Panzón" Vera, Eufrosina García "La Flaca", Lupe Inclán, Manolo Noriega, Armando Arreola "Arreolita", Arturo Soto Rangel, Salvador Quiroz, José Baviera, Miguel Manzano, Gilberto González, Francisco Reiguera, Charles Rooner... A fin de cuentas no son muchos, pero sus años en la pantalla los convierten en la tribu..."

## Filmografía

### Cine
- En tiempos de don Porfirio (1940)
- La ilusión viaja en tranvía (1954)
- Ruletero a toda marcha (1962)